# Lista de satélites Kosmos
Esta é uma lista dos satélites Kosmos. 
Devido ao seu tamanho, foi necessário dividi-la em grupos de 250 satélites:
- Lista dos satélites Kosmos (1–250)
- Lista dos satélites Kosmos (251–500)
- Lista dos satélites Kosmos (501–750)
- Lista dos satélites Kosmos (751–1000)
- Lista dos satélites Kosmos (1001–1250)
- Lista dos satélites Kosmos (1251–1500)
- Lista dos satélites Kosmos (1501–1750)
- Lista dos satélites Kosmos (1751–2000)
- Lista dos satélites Kosmos (2001–2250)
- Lista dos satélites Kosmos (2251–2500)